# Peter Johannesson
Peter Johannesson, född 12 maj 1992, är en svensk handbollsmålvakt.

## Klubbkarriär
Peter Johannesson började spela för GIK Wasaiterna men 2009, 17 år gammal, gick han till IK Sävehof. Tiden i Sävehof rivstartade med guld vid junior-SM 2010. I Sävehofs seniorlag var han med om att vinna svenska mästerskapet tre år i rad, 2010–2012. För Sävehof fick han spela i Champions League och 2013-2014 vann klubben EHF Challenge Cup. 2014 förlängde Peter Johannesson sitt kontrakt med Sävehof. 2015, efter att Per Sandström återvänt till IK Sävehof, bestämde sig Johannesson i oktober 2015 för att lämna Sävehof. Ny klubbadress blev HBW Balingen-Weilstetten i tyska Bundesliga. 2017 gick han över till tyska TBV Lemgo. 2022 började han spela för tyska Bergischer HC. 

## Landslagskarriär
Landslagskarriären startade i juniorlandslaget, där Peter Johannesson spelade 21 landskamper. Den stora framgången kom i ungdomslandslaget där han vid både U20-EM 2012 och U21-VM 2013 blev utsedd till turneringens bästa målvakt. Peter Johannesson spelade 46 U21-landskamper för Sverige och vann dessutom VM-guld vid turneringen 2013. Han debuterade i A-landslaget 10 januari 2013 mot Tjeckien. Han blev uttagen som reserv till VM 2021, men var aldrig med i truppen. Han mästerskapsdebuterade på riktigt i EM 2022 och var med och tog guld.

## Meriter
- JSM-guld med IK Sävehof 2010
- SM-guld 2010, 2011 och 2012 med IK Sävehof
- U21-VM-guld 2013 med Sveriges U21-landslag
  - All-star Team som bäste målvakt
- EHF Challenge Cup 2013-2014 med IK Sävehof
- DHB-Pokalmästare 2020 med TBV Lemgo